# 松田望 (タレント)
松田 望（まつだ のぞみ、3月14日 - ）は元タレント。レースクイーン、モデル、コスプレイヤー、歌手としても活動していた。

## 人物・来歴
趣味はコスプレ、読書、旅行。
2002年から芸能の仕事を開始。CUSCOジュニアラリーチームのレースクイーンなどを務めた。
2014年6月に株式会社MACHに移籍。それに伴い芸名をNonnyから松田望に改名する。
2015年7月14日に「仕事に対して意欲的になれなくなったこと」「プライベートが忙しくなったこと」を理由として芸能界からの引退を報告した。

## 出演

### テレビ番組
- ココリコミリオン家族（テレビ東京）
- ホメられてノビるくんA（フジテレビ）
- ゴレンタン（フジテレビ）

### 舞台
- Dragon Question（2011年6月29日 - 7月3日） - パンネネ 役

### イベント
- 痛ロード・フェスティバル× ITA ROAD in FUJI SPEEDWAY（2011年5月2.3日）[5]
- あにキャラSTYLE in Tokyo(渋谷公会堂、2012年3月18日）

### ライブ
- GROOVE FRESCO vol.3 〜極東最前戦・六本木 <弐の章>〜 morph TOKYO ( 2012年6月30日)[6]
- DEEPA'S DIVAS vol.38 大塚Deepa　（2012年11月13日）)[7]

### ラジオ
- 「コスプレンシャル☆コーポレーション」HiBiKi Radio Station - メインパーソナリティ

### 広告
- ユニクロUT2006イメージモデル（2006年）
- DHCイメージモデル

## 書籍

### 雑誌
- 『Olive Club 2011年4月号』（DHC）
- 『AKIBA Spec Vol.58 2014年9月号』（2014年8月15日、エレクトロイメージング）
- 『東京カワイイ★TV STYLE VOL.1 2011年 4/30号』（2011年3月17日、東京ニュース通信社）

## CD
シングル
1. AMAZING WORLD/妄想脳☆（2012年10月1日発売）

※妄想脳☆ミックスエンジニアはKhaliq Glover

## その他
- コスプレイヤー動画SNSサイト あにスタイメージキャラクター（2012年7月1日-2013年3月）